# Вашингтон (округ, Род-Айленд)
Шаблон:StateAbbr_ 41°27′16″ пн. ш. 71°34′52″ зх. д. / 41.454544° пн. ш. 71.581154° зх. д.
Ва́шингтон (англ. Washington County) — округ (графство) у штаті Род-Айленд, США. Ідентифікатор округу 44009.

## Населені пункти
В склад округу входять 9 містечок (таун).
Містечка
| Містечко       | Населення, осіб | Рік  |
| -------------- | --------------- | ---- |
| Вестерлі       | 22787           | 2010 |
| Гопкінтон      | 8188            | 2010 |
| Ексетер        | 6425            | 2010 |
| Наррагансетт   | 15868           | 2010 |
| Норт-Кінґстаун | 26486           | 2010 |
| Нью-Шорем      | 1051            | 2010 |
| Річмонд        | 7708            | 2010 |
| Саут-Кінґстаун | 30639           | 2010 |
| Чарлзтаун      | 7827            | 2010 |

## Історія
Округ утворений 1729 року.

## Демографія
За даними перепису 
2000 року 
загальне населення округу становило 123546 осіб, зокрема міського населення було 86578, а сільського — 36968.
Серед мешканців округу чоловіків було 59938, а жінок — 63608. В окрузі було 46907 домогосподарств, 32020 родин, які мешкали в 56816 будинках.
Середній розмір родини становив 3,01.
Віковий розподіл населення поданий у таблиці:
| Стать    | До 15 років | 15-21 | 22-29 | 30-39 | 40-49 | 50-65 | 65-85 | Понад 85 |
| -------- | ----------- | ----- | ----- | ----- | ----- | ----- | ----- | -------- |
| Чоловіки | 12232       | 7152  | 5096  | 8876  | 9957  | 9995  | 6057  | 573      |
| Жінки    | 11716       | 7364  | 5124  | 9494  | 10588 | 10186 | 7733  | 1403     |